# The Old Grey Whistle Test
The Old Grey Whistle Test war eine Unterhaltungssendung der BBC und wurde von 1971 bis 1987 im zweiten britischen Fernsehen BBC 2 ausgestrahlt. Aufgezeichnet wurde die Sendung im Londoner Hammersmith Odeon. Es wurden hauptsächlich Albentitel von Rockmusikern live vorgestellt und im Anschluss mit den Gästen besprochen. Der Name war von einer Anekdote abgeleitet, wonach im New Yorker Zentrum der Musikindustrie Tin Pan Alley eine Schallplatte erst dann veröffentlicht wurde, wenn der Song einem Ausschuss von Musikkennern, den alten grauen Herren, so gut gefiel, dass sie die Melodie mitpfiffen.

## Programm
Für die Sendung wählte man Moderatoren mit fundierten journalistischen Kenntnissen und vermied aufwändige Dekorationen. Letzteres geschah nicht nur, weil man eine gewisse Seriosität ausstrahlen wollte, sondern weil man mit einem geringen Budget auskommen musste. Die Bands spielten vor einer Wand aus einfachen Holzdielen und zum Gespräch saß man auf Barhockern; auch gab es nur wenig Gage für die Künstler. Trotzdem war das Musikmagazin sehr erfolgreich und viele Bands sahen die Verkaufszahlen ihrer Alben in die Höhe klettern, nachdem sie dort aufgetreten waren.
Moderator im ersten Jahr war Richard Williams, danach prägte Bob Harris die Sendung für die siebziger Jahre. Aber auch Steve Howe, Jon Anderson, Chris Squire, Annie Nightingale, Rick Wakeman, Stuart Adamson, Tony Butler führten durch verschiedene Shows.
Unter den Gästen findet man Musiker wie Mick Jagger, Robert Plant, John Lennon, Billy Joel, Tom Waits, Graham Nash, Edgar Winter, Elton John, Bruce Springsteen, Queen, U2, Dire Straits, David Bowie, Alice Cooper und R.E.M. Bob Marley and the Wailers gaben ihre erste Vorstellung im britischen Fernsehen bei The Old Grey Whistle Test. Vorgestellt wurden auch viele Punk-, Ska-, New-Wave- und Metal-Gruppen, wie beispielsweise Talking Heads, The Police, Blondie, Iggy Pop, Ramones, New York Dolls, The Damned, Siouxsie and the Banshees, The Boys, Simple Minds, The Specials, Prefab Sprout, Ultravox, Huang Chung, Judas Priest und The Adverts.